# Abner Vinícius
Abner Vinícius, właśc. Abner Vinícius da Silva Santos (ur. 27 maja 2000 w Presidente Prudente) – brazylijski piłkarz, występujący na pozycji lewego obrońcy lub lewego pomocnika we francuskim klubie Olympique Lyon oraz w reprezentacji Brazylii. Złoty medalista Letnich Igrzysk Olimpijskich 2020 w Tokio. Wychowanek brazylijskiego klubu AA Ponte Preta.

## Sukcesy

### Athletico Paranaense
- Copa Sudamericana: 2021[4]

### Reprezentacja
- Złoty medal igrzysk olimpijskich: 2020[4]